# Paul Devaux (graveur)
Pour les articles homonymes, voir Paul Devaux (homonymie).
Paul Devaux, né à Bellerive-sur-Allier (Allier) le 28 mai 1894 et mort à Vichy le 25 mars 1949, est un graveur sur bois et illustrateur français.

## Biographie
Il est le fils de Michel Devaux, garde des courses, et d'Anna Marie Mélanie Fromentin, son épouse, habitants de Bellerive, alors appelée Vesse. Le 24 novembre 1917, il épouse à Vichy Georgette Alphonsine Chabrier.
Il travaille d'abord chez un architecte, puis il est dessinateur lithographe à l'imprimerie Montlouis à Clermont-Ferrand. Il avait appris à dessiner sur le tas.
Pendant la Première Guerre mondiale, il est blessé. Pendant sa convalescence à Dijon, il dessine la ville et il en tirera son premier album, Le vieux Dijon (1928). Mais très attaché à sa province natale, il va surtout dessiner les paysages — notamment ceux de la forêt de Tronçais — et les rues et monuments du Bourbonnais.
Il expose au Salon des indépendants de 1927 un bois aquatinte, Le Prieuré de Saint-Mayeul puis en 1928 un bois en deux couleurs, Les Vieux toits de Montluçon et une bois et pochoirs, Les Champs glozéliens et l'année suivante la gravure en couleurs, Notre forêt. Il collabore à la revue Septimanie (Narbonne, lancée en 1923).
Il se qualifiait lui-même de « tailleur d'images ». Connu surtout comme graveur sur bois, il a pratiqué aussi le dessin à la plume, l'aquarelle, le pastel. Il a travaillé pour la presse et la publicité.
Il crée une revue (éphémère), L'Élan, et une maison d'édition. Il fonde l'Académie du Vernet avec Marcel Guillaumin, Maurice Constantin-Weyer et d'autres artistes et intellectuels bourbonnais.
Sous le pseudonyme de Jean Chapouteux, il a publié Le Penêt.
Il repose au cimetière de Vichy.

## Œuvre

### Illustration de livres
- Charles Maurras, La Bonne Mort, conte, Paris, Editions de la Chronique des Lettres Françaises ; C. Aveline, 1926, in-8°, 55 p.
- Valery Larbaud, Allen, orné de bois originaux en couleur par Paul Devaux, Paris, Chronique des Lettres françaises, 1929, 107 p.
- Paul Devaux, tailleur d'images, présente quelques paysages bourbonnais, préface de Valery Larbaud, Les Éditions bourbonnaises de l'Élan, 1928.
- Jacques Chevalier, La Forêt. Tronçais en Bourbonnais, Paris, Chronique des Lettres françaises, 1930, 122 p.
- Maurice Constantin-Weyer, L'Âme du vin, avec bandeaux et culs-de-lampe de Paul Devaux, Paris, éditions Rieder, 1932, in-8°, 305 p.
- André Chamson, Les Hommes de la route, Paris, Société des bibliophiles du papier, 1935.
- Dr H. de Brinon, Vaumas, préface de Jacques Chevalier, illustrations de Paul Devaux et Coutisson des Bordes (coll. « Contribution à l'étude des paroisses bourbonnaises »), Moulins, Crépin-Leblond, 1935, 146 p., 20 tableaux.

### Aquarelles
- Série d'aquarelles représentant le domaine de Valbois, propriété de Valery Larbaud à Cesset, près de Saint-Pourçain-sur-Sioule.

## Expositions
Il expose au Salon des indépendants de 1926 à 1937.
- Paul Devaux, l'imagier aux 1000 facettes. Vichy, médiathèque Valery-Larbaud (16 juillet au 17 septembre 2011).

Un ensemble de gravures de Paul Devaux est exposé au deuxième étage du Musée de la Tour Prisonnière à Cusset.